# Chelsey Reist
Chelsey Marie Reist (Edmonton, 4 januari 1987) is een Canadese actrice, tv-presentatrice en danseres.

## Biografie
Reist werd geboren op 4 januari 1987 in het Canadese Edmonton. Na haar middelbare school verhuisde ze naar Vancouver waar ze succesvol een acteeropleiding volgde aan de Capilano University.
Ze begon haar carrière als danseres in Disneyland en presenteerde vervolgens het Canadese reisprogramma Discovering Great Towns. Sindsdien heeft ze meegewerkt aan reclamecampagnes, verscheen ze in televisieseries en speelde ze hoofdrollen in horrorfilms waaronder No Tell Motel uit 2012, die werd vertoond op het filmfestival van Cannes.
Ze had een rol in 12 Rounds 2: Reloaded met WWE-worstelaar Randy Orton in de hoofdrol en in 2013 verscheen ze in de remake van de horrorfilm Embrace of the Vampire uit 1994.
Van 2014 tot 2018 speelde ze Harper McIntyre in de post-apocalyptische televisieserie The 100.